# Italia Perdida
Italia Perdida es una formación geológica, situada en el suroeste de Bolivia, en la Provincia de Nor Lípez del Departamento de Potosí. La localidad más cercana es la aldea de Mallcu Villamar.
Según la leyenda, el primer visitante de estos lugares fue un italiano que se perdió en el desierto boliviano, que no logró encontrar la ruta de vuelta y murió. Es por esto que debe su nombre.

## Descripción
La formación se ubica en una llanura, cuya capa superior, constituida de sedimentos suaves ha sido completamente destruida por el efecto de vientos y precipitaciones atmosféricas, pero una serie de rocas quedaron sobre la superficie desértica plana. Estas rocas están hechas de arena roja. Otras formaciones rocosas que han obtenido sus nombres son Camello y Copa del Mundo.

## Galería de imágenes

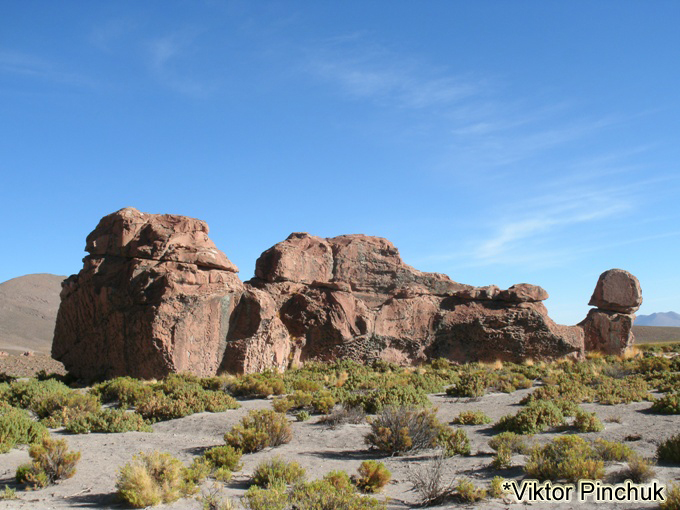
Italia Perdida(1)
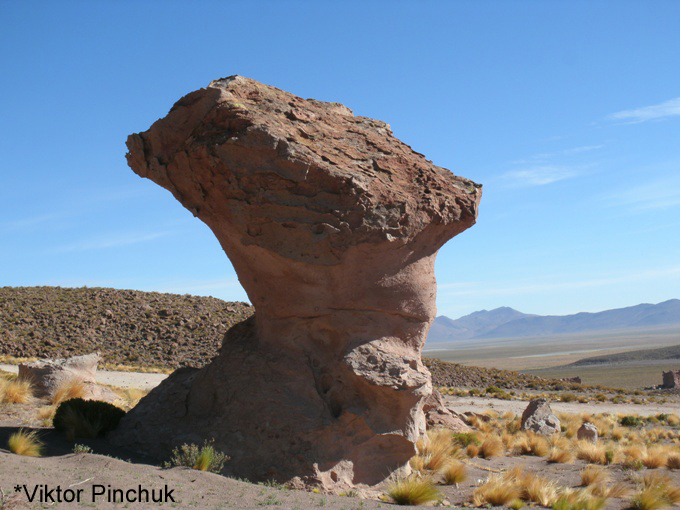
Italia Perdida(2)
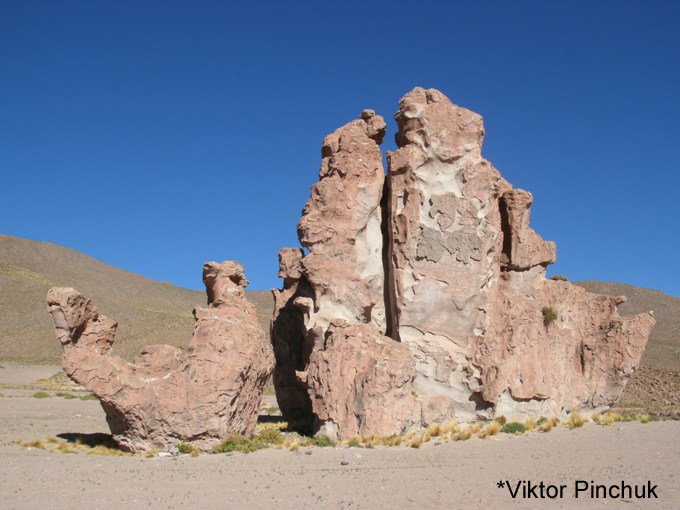
Italia Perdida(3)
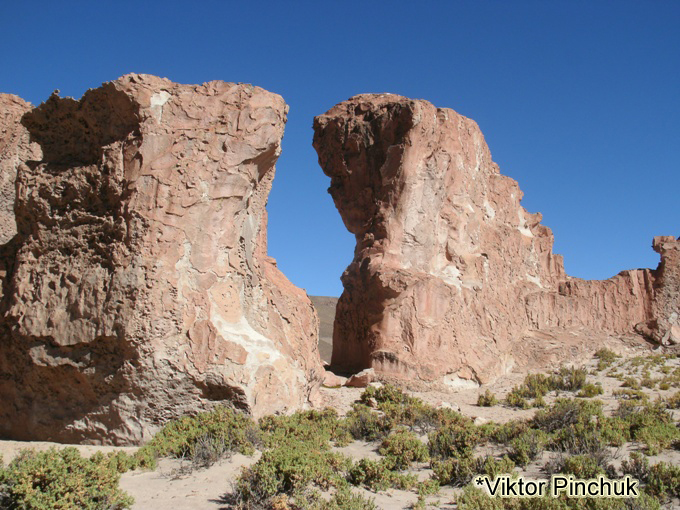
Italia Perdida(4)
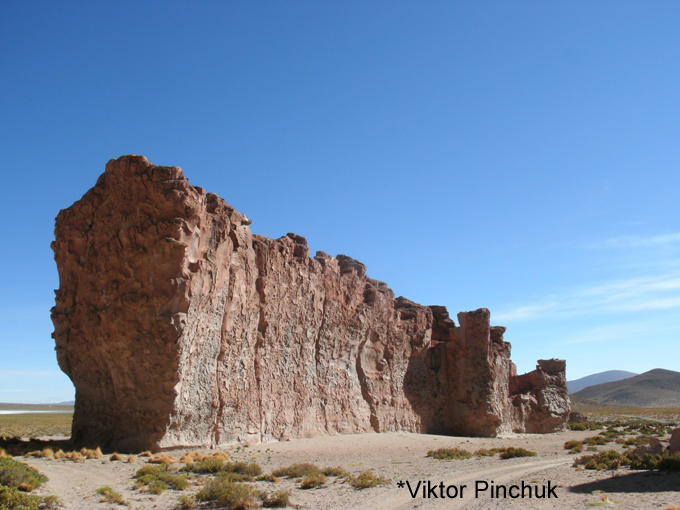
Italia Perdida(5)